# Білоус Віталій Васильович
Віта́лій Васи́льович Білоу́с — капітан Служби безпеки України.

## Нагороди та вшанування
- Указом Президента України № 105/2020 від 24 березня 2020 року за «особисті заслуги у зміцненні національної безпеки, мужність і самовіддані дії, виявлені у захисті державного суверенітету України, зразкове виконання службового обов’язку» нагороджений  орденом «За мужність» I ступеня[1].
- Указом Президента України № 741/2019 від 10 жовтня 2019 року за «особисту мужність і самовіддані дії, виявлені у захисті державного суверенітету та територіальної цілісності України» нагороджений  орденом «За мужність» II ступеня[2].